# 云南细裂芹
云南细裂芹（学名：Harrysmithia franchetii）为伞形科细柄芹属的植物，是中国的特有植物。分布在中国大陆的云南等地，生长于海拔1,900米的地区，见于林下，目前尚未由人工引种栽培。